# S'Estanyol de Migjorn
S'Estanyol de Migjorn és un nucli urbà de la costa sud del terme de Llucmajor, Mallorca, situat entre la punta Plana i sa Ràpita.

## Territori
L'indret és pla i està constituït per una plataforma tabular d'estrats quasi horitzontals de molasses blanques (marès) de l'època miocena (terciari). La zona és solcada pel torrent de Garonda, que desemboca prop de la punta Plana, bloquejada per barres de dunes que afavoreixen l'estancament de l'aigua i possibilitaren la presència de vegetació d'aiguamoll. L'estanyol que s'hi forma, ple d'enderrocs (1990), explica l'origen del nom. El sòl característic és la terra bruna meridional desenvolupada sobre materials silicis. El clima és semiàrid, amb unes temperatures mitjanes anuals de 16-17 °C, 14,5 °C d'oscil·lació tèrmica i 400 mm de precipitació. Hi predomina el vent de ponent. Quant a la vegetació, el pi blanc ocupa la franja costanera de la punta Plana i la garriga d'ullastre i garballó, la zona de l'interior. L'àrea conreada, bàsicament de secà, es dedica al cultiu de l'ametler i dels cereals.

## Nucli urbà
Abans que es formàs el nucli de població, a principis del segle xx, només hi ha documentades nou barraques de pescadors (1885). Aquest nucli tengué origen en la parcel·lació de la possessió de Son Fideu, quan les famílies benestants de Llucmajor hi edificaren cases d'estiueig. La demanda d'habitatges de segona residència motivà la creació de les urbanitzacions de Son Reiners i de Son Bieló, sorgides de la parcel·lació de les possessions del mateix nom. Els plans parcials foren aprovats el 1968 i 1973 respectivament. La primera d'aquestes dues urbanitzacions engloba el nucli antic. La parròquia de Sant Jaume fou creada el 1957 i l'església, projectada per l'arquitecte Sebastià Gamundí Boscana, es bastí la dècada dels setanta a la urbanització de Son Reiners.
Pel que fa a la infraestructura, el llogaret disposa d'enllumenat públic (1950), telèfon (1990), aigua corrent i clavegueram (2010). Ocupa una superfície d'unes 30 ha i hi predominen els habitatges unifamiliars de segona residència. S'hi creà el Club Nàutic s'Estanyol (1970). Hi hagué intents d'ampliació així com de la construcció d'una central tèrmica a la possessió de s'Estelella que provocà un important rebuig de la població que aconseguí aturar ambdós projectes.